# 군마 대학
군마 대학(일본어: 群馬大学, Gunma University)은 일본의 국립 대학이다. 대학 본부는 군마현 마에바시시에 있다.

## 연혁
군마 대학은 1949년에 군마 사범학교(群馬師範學校), 군마 청년 사범학교(群馬靑年師範學校), 마에바시 의과대학(前橋醫科大學), 마에바시 의학 전문학교(前橋醫學專門學校), 기류 공업 전문학교(桐生工業專門學校)를 통합해 설립되었다.
- 1949년 군마 대학 발족 (학예학부, 의학부, 공학부).
- 1966년 학예학부를 교육학부로 개명.
- 1970년 교육학부가 현 아라마키(荒牧) 캠퍼스로 이전.
- 1993년 사회정보학부를 설치.

이하, 통합된 구 학교들의 연혁이다.
- 1873년 2월 마에바시에 소학교교원 전습소(小學校敎員傳習所) 설립.
- 1873년 6월 조하쓰 학교(暢發學校/창발학교)로 개칭.
- 1876년 군마 현 사범학교(群馬縣師範學校)로 개칭.
- 1886년 군마 현 심상 사범학교로 개칭.
- 1898년 군마 현 사범학교로 개칭.
- 1901년 남자 사범학교와 여자 사범학교를 분리
- 1943년 남자 사범학교를 여자 사범학교와 통합. 관립 군마 사범학교로 승격.
- 1949년 군마 대학 학예학부가 됨.

- 1918년 군마 현 사범학교가 농업강습과(農業講習科)를 개설.
- 1921년 사범학교에서 독립. 군마 현 실업보습학교 교원 양성소(群馬縣實業補習學校敎員養成所)로 개칭.
- 1935년 군마 현립 청년학교 교원 양성소(群馬縣立靑年學校敎員養成所)로 개칭.
- 1944년 관립 군마 청년 사범학교로 승격. 다카사키로 이전.
- 1949년 군마 대학 학예학부가 됨.

- 1943년 마에바시 의학 전문학교 설립.
- 1944년 부속 병원 개설.
- 1948년 대학령에 의한 마에바시 의과대학으로 승격.
- 1949년 군마 대학 의학부가 됨.

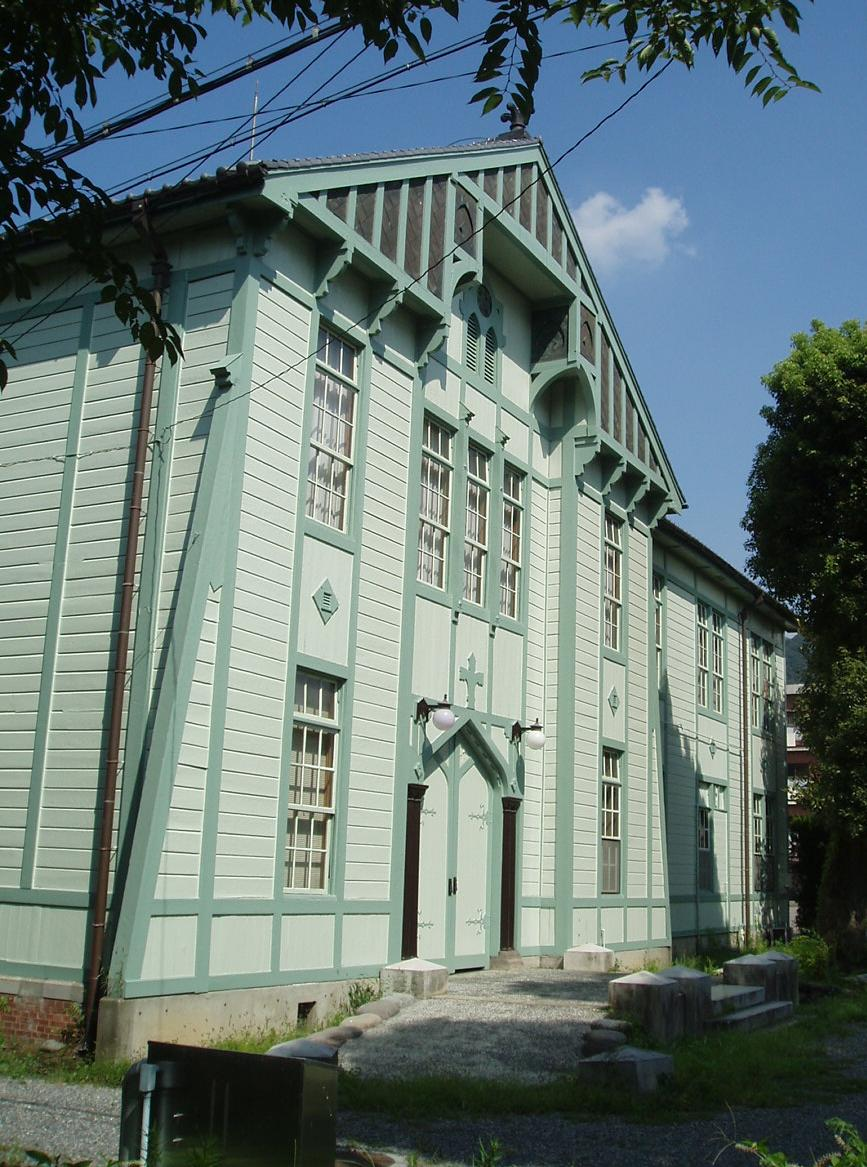
기류 캠퍼스

- 1915년 기류 고등 염직학교(桐生高等染織學校) 설립.
학과: 색염과(色染科), 방직과(紡織科).
- 1920년 응용화학과를 증설. 기류 고등 공업학교(桐生高等工業學校)로 개칭.
- 1929년 기계과를 증설.
- 1939년 전기과를 증설.
- 1943년 조병과(造兵科)를 증설.
- 1944년 기류 공업 전문학교로 개칭.
- 1949년 군마 대학 공학부가 됨.

## 캠퍼스
- 아라마키(荒牧) 캠퍼스: 대학본부 캠퍼스.
- 군마현 마에바시시 아라마키마치(荒牧町) 4-2.
- 쇼와(昭和) 캠퍼스: 의학부 캠퍼스.
- 군마 현 마에바시 시 쇼와마치(昭和町) 3-39-22.
- 기류(桐生) 캠퍼스: 공학부 캠퍼스.
- 군마 현 기류시 덴진초(天神町) 1-5-1.
- 오타(太田) 캠퍼스: 공학부 생산시스템학과 캠퍼스.
- 군마 현 오타시(太田市) 혼초(本町) 29-1.

## 조직

### 학부
- 교육학부
  - 학교교원 양성 과정
- 사회정보학부
  - 정보행동학과
  - 정보사회과학과
- 의학부
  - 의학과
  - 보건학과
- 공학부
  - 응용화학·생물화학과
  - 기계 시스템 학과
  - 생산 시스템 학과 (주간 코스/야간 주체 코스)
  - 환경 프로세스 학과
  - 사회환경 디자인 학과
  - 전기전자공학과
  - 정보공학과

### 대학원
- 교육학 연구과 (석사 과정)
- 사회정보학 연구과 (석사 과정)
- 의학계 연구과 (석사/박사 과정)
- 공학 연구과 (석사/박사 과정)

### 부속기관
- 종합 정보 미디어 센터 (도서관)
- 의학부 부속 병원
- 생체조정 연구소
- 공동연구 혁신(Innovation) 센터
- 기기분석 센터
- 첨단기술(Advanced Technology) 고도연구 센터
- 창업보육(Incubation) 센터